# Spoletorp

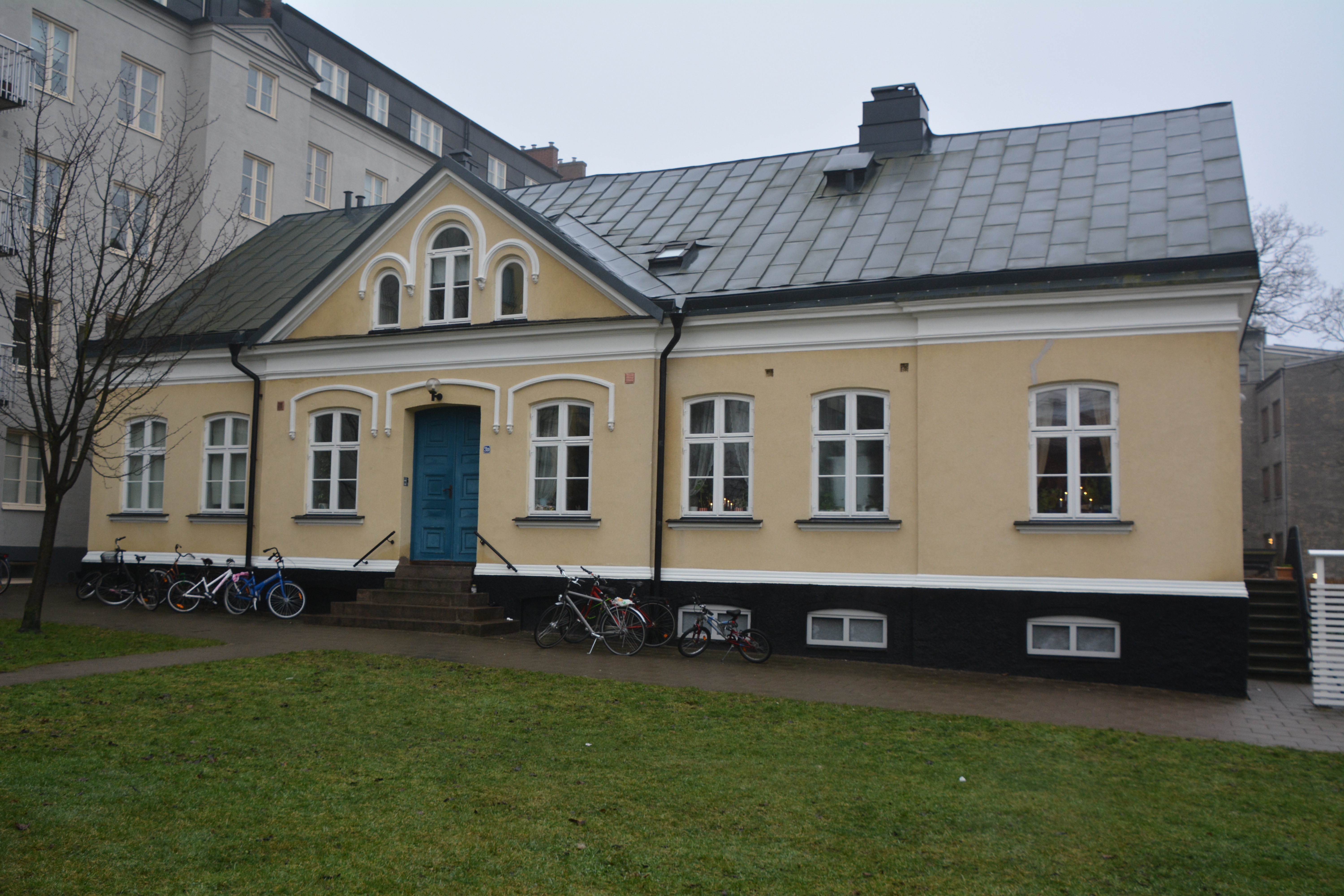
Tidigaren huvudbyggnaden på Spoletorp

Spoletorp är en tidigare jordbruksegendom samt ett område i Lund, omedelbart utanför den medeltida nordvästra vallen.

## Gården Spoletorp
Den tidigare gården Spoletorp hade sina gårdsbyggnader på nuvarande tomterna vid Spolegatan 5 och 7. Namnet kommer från matematikern Anders Spole, som ägt egendomen under 1660- och 1670-talen. Huvudbyggnaden från tidigt 1800-tal finns bevarad. Den ägdes i slutet av 1800-talet och början av 1900-talet av Seved och Maria Ribbing. Seved Ribbing hade mottagning för privatpatientet i huset, som  också var platsen för ett omfattande socialt liv kring paret Ribbing.
Spoletorps ägor delades på 1860-talet av den nyanlagda Södra stambanan. Gårdens västra gräns låg ungefär vid nuvarande Industrigatan.

## Området Spoletorp
Området Spoletorp är beläget direkt nordväst om Lunds medeltida stadskärna inom stadsvallen och begränsas av Södra stambanan i väst, Sankt Laurentiigatan i söder, Bredgatan och Kävlingevägen i öster och Kung Oscars väg i norr.
Området fick sin nuvarande utformning under andra halvan av 1800-talet och domineras av hyreshus byggda i sten runt år 1900. Hyreshusen ligger i sex kvarter och området genomkorsas av tre gator; Spolegatan och Karl XI-gatan i nordsydlig riktning samt Karl XII-gatan i östvästlig riktning.
I områdets sydostliga kvadrant ligger Kråkelyckan, som skiljer sig från resten av området och består av glesare bebyggelse. Kråkelyckan köptes 1860 av Adam Wilhelm Ekelund och gavs bort till dennes dotter respektive svärson Lilly (1846–1936) och August Quennerstedt. I kvarteret Kråkelyckan ligger nu bland andra gamla och nya Ribbingska sjukhemmet, Lindebergska skolan, Quennerstedtska villan och Lunds studentskegård.